# قطاع اقتصادي
يتبع التقسيم التقليدي للقطاعات الاقتصادية النهج التالي:
- القطاع الأولي: ويتضمن استرداد المواد الخام، مثل الذرة والفحم والأخشاب والحديد، وإنتاجها. (من أمثلة العاملين في القطاع الأولي الصيادون وعمال المناجم).
- القطاع الثانوي: ويشمل تحويل المواد الخام أو المواد الوسيطة إلى سلع، مثل تصنيع السيارات من الصلب، أو الملابس من الأنسجة. (من أمثلة العاملين في القطاع الثانوي عمال البناء والخياطون).
- القطاع الثالث: ويتضمن تقديم الخدمات للمستهلكين والشركات، مثل مجالسة الأطفال، والسينما، والبنوك. (من أمثلة العاملين في القطاع الثالث أصحاب المتاجر والمحاسبون).

بدأت مناقشات في القرن العشرين حول إمكانية تمييز خدمات القطاع الثالث عن «القطاع الرابع» والقطاع الخامس الخدميين.

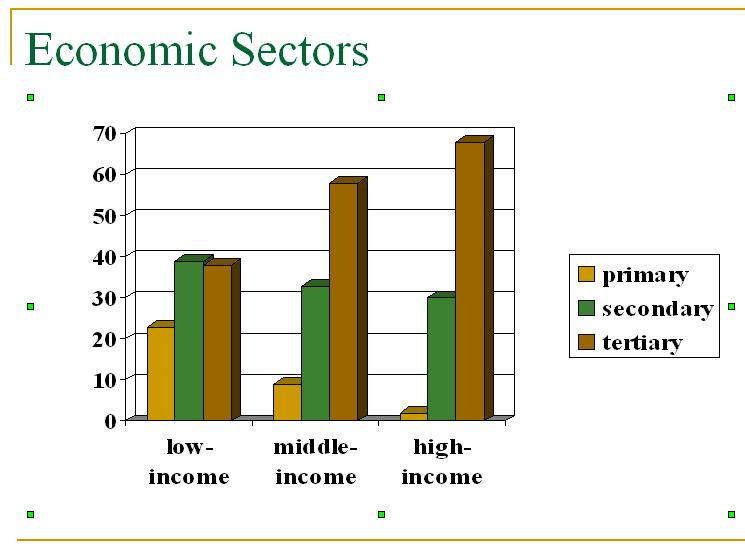
يعرض هذا الشكل
النسب الاقتصادية لإحدى الدول التي تحققها
القطاعات المختلفة، حسب مستوى الدخل أو التنمية. يعمل القطاع الأولي
على استخراج المواد الخام. أما القطاع الثانوي، فيحول المواد الخام
إلى سلع مُصنَعة. والقطاع الثالث يتمثل في تقديم
الخدمات بدلاً من تصنيع السلع. ويوضح هذا الشكل
أن الدول ذات المعدلات المرتفعة من التنمية الاجتماعية والاقتصادية تنزع لأن
يقل اعتماد اقتصادها على القطاعين الأولي والثانوي، مع
التركيز على القطاعات الخدمية. وينعكس هذا الوضع
في الدول النامية.

يمكن أن يتألف الاقتصاد من قطاعات عدة (والتي تُسمى أيضًا صناعات) تطورت على مراحل متعاقبة.
- استند الاقتصاد القديم بشكل أساسي على زراعة الكفاف.
- أسفرت الثورة الصناعية عن تراجع دور زراعة الكفاف، محولةً إياها إلى أنماط زراعية موسعة وأحادية في القرون الثلاثة الأخيرة. وحدث النمو الاقتصادي في الغالب في قطاعات التعدين، والإنشاء، والتصنيع.
- في الأنظمة الاقتصادية للمجتمعات الاستهلاكية، تلعب الخدمات، والأموال، والتكنولوجيا - أو ما يُعرَف باقتصاد المعرفة – دورًا متزايد الأهمية.

حتى في الأوقات المعاصرة، تنزع الدول النامية للاعتماد بشكل أكبر على القطاعين الأوَّلين، بخلاف بالدول المتقدمة.

## التقسيم بالملكية
يمكن تقسيم الاقتصاد أيضًا تقسيمًا مختلفًا:
- القطاع العام أو القطاع الحكومي
- القطاع الخاص أو الشركات ذات الملكية الخاصة
- القطاع الاجتماعي أو القطاع التطوعي